# Zagroble (Hrubieszów)
Pour les articles homonymes, voir Zagroble.
Zagroble (prononciation : [zaˈɡrɔblɛ]) est une localité polonaise de la gmina de Trzeszczany dans le powiat de Hrubieszów de la voïvodie de Lublin dans l'est de la Pologne.
Elle se situe à environ 6 kilomètres à l'ouest de Hrubieszów (siège du powiat) et 99 kilomètres au sud-est de Lublin (capitale de la voïvodie).

## Histoire
De 1975 à 1998, le territoire de la localité est attaché administrativement à la voïvodie de Zamość.

Depuis 1999, la localité fait partie de la voïvodie de Lublin.